# ترومی کوراتا
ترومی کوراتا (انگلیسی: Terumi Kurata؛ زادهٔ ۱ فوریهٔ ۱۹۵۱) بازیکن هندبال اهل ژاپن بود.